# Halvard Olsen

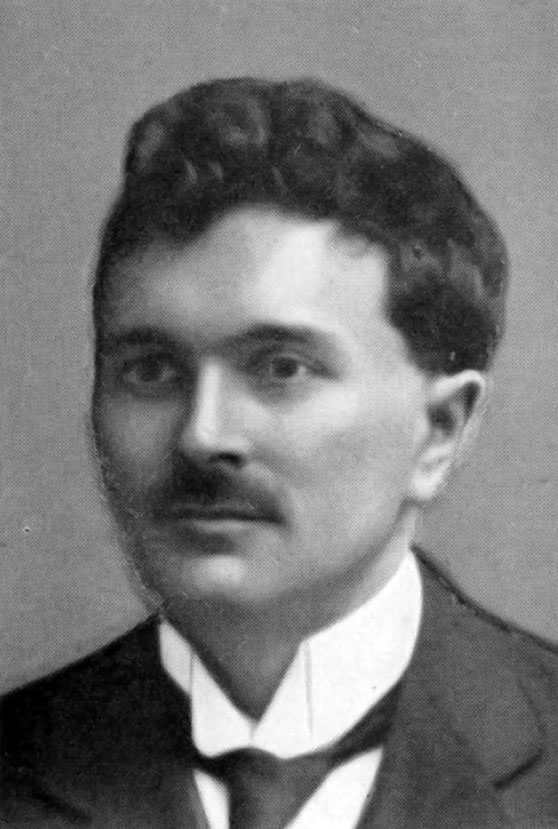
Halvard Olsen

Halvard Olevarius Olsen (* 23. Januar 1886 in Kvæfjord im Fylke Troms; † 5. August 1966 in Oslo) war ein norwegischer Gewerkschaftsführer und Politiker.

## Leben
1918 wurde Halvard Olsen Sekretär des norwegischen Eisen- und Metallgewerkschaftsbundes und ein Jahr später Vorsitzender der Gewerkschaft. 1923 trat er in die frisch gegründete Kommunistische Partei Norwegens (NKP) ein und wurde deren Vizevorsitzender. Schon 1924 wurde er jedoch wegen inhaltlicher Differenzen, insbesondere seiner gemäßigten Haltung zum Jernstreiken (Eisen-Streik), aus der Partei ausgeschlossen. Er blieb zunächst parteilos, trat dann in die gemäßigte Norges Socialdemokratiske Arbeiderparti ein, welche 1927 mit Det norske Arbeiderparti wieder vereinigt wurde.
Von 1925 bis 1934 war er Vorsitzender des norwegischen Gewerkschaftsdachverbandes, Landsorganisasjonen i Norge (LO).
Beim Ausbruch des Zweiten Weltkrieges und der deutschen Besatzung Norwegens wurde Olsen bei der von mehreren Berufsoffizieren gegründeten Organisation „Fagopposisjonen 1940“ Mitglied, die für eine Zusammenarbeit mit dem Besatzungsregime eintrat. Olsen arbeitete gemeinsam mit Jens Tangen und Odd Fossum als Berater für die Nasjonal Samling und wurde schließlich selbst NS-Parteimitglied. 1946 wurde Olsen wegen Kollaboration zu langjähriger Zwangsarbeit verurteilt, aber schon 1950 freigelassen.